# Isla la Sola
Isla la Sola est une petite île située au sud-est de la mer des Caraïbes, à environ 370 km aud nord-est de Caracas. C'est une des Dépendances fédérales du Venezuela.
C'est une île inhabitée dont le point culminant est à 8,5 m au-dessus du niveau de la mer.

## Historique
En 1938, l'île a été placée sous l'administration du Ministerio del Interior y de Justicia.
En 1972, elle a été déclarée parc national.